# Mistrovství světa ve fotbale 1990 (soupisky)
Soupisky na Mistrovství světa ve fotbale 1990, které se hrálo v Itálii:
| Zlato          | Stříbro              | Bronz             |
| -------------- | -------------------- | ----------------- |
| SRN • Soupiska | Argentina • Soupiska | Itálie • Soupiska |

## Skupina A

### Rakousko
Hlavní trenér: Josef Hickersberger

| Jméno               | Datum narození     | Datum úmrtí                         | Klub                 |
| Brankáři            | Brankáři           | Brankáři                            | Brankáři             |
| ------------------- | ------------------ | ----------------------------------- | -------------------- |
| Klaus Lindenberger  | 28. května 1957    |                                     | FC Swarovski Tirol   |
| Michael Konšel      | 6. března 1962     |                                     | Rapid Vídeň          |
| Otto Konrad         | 1. listopadu 1964  |                                     | SK Sturm Graz        |
| Obránci             |                    |                                     |                      |
| Ernst Aigner        | 31. října 1966     |                                     | Austria Vídeň        |
| Robert Pecl         | 15. listopadu 1965 |                                     | Rapid Vídeň          |
| Anton Pfeffer       | 17. srpna 1965     |                                     | Austria Vídeň        |
| Peter Schottel      | 26. března 1967    |                                     | Rapid Vídeň          |
| Kurt Russ           | 23. listopadu 1964 |                                     | First Vienna FC 1894 |
| Peter Artner        | 20. května 1966    |                                     | Admira Wacker        |
| Michael Streiter    | 19. ledna 1966     |                                     | FC Swarovski Tirol   |
| Záložníci           |                    |                                     |                      |
| Manfred Zsak        | 22. prosince 1964  |                                     | Austria Vídeň        |
| Manfred Linzmaier   | 27. srpna 1962     |                                     | FC Swarovski Tirol   |
| Alfred Hörtnagl     | 24. září 1966      |                                     | FC Swarovski Tirol   |
| Michael Baur        | 16. dubna 1969     |                                     | FC Swarovski Tirol   |
| Andreas Reisinger   | 14. října 1963     |                                     | Rapid Vídeň          |
| Gerald Glatzmayer   | 14. prosince 1968  | 11. ledna 2001 (ve věku 32 let)     | First Vienna FC 1894 |
| Andreas Herzog      | 10. září 1968      |                                     | Rapid Vídeň          |
| Útočníci            |                    |                                     |                      |
| Toni Polster –      | 10. března 1964    |                                     | Sevilla FC           |
| Andreas Ogris       | 7. října 1964      |                                     | Austria Vídeň        |
| Gerhard Rodax       | 29. srpna 1965     | 16. listopadu 2022 (ve věku 57 let) | Admira Wacker        |
| Christian Keglevits | 29. ledna 1961     |                                     | Rapid Vídeň          |
| Heimo Pfeifenberger | 29. prosince 1966  |                                     | Rapid Vídeň          |

### Československo
Hlavní trenér: Jozef Vengloš

| Jméno            | Datum narození     | Datum úmrtí | Klub                     |
| Brankáři         | Brankáři           | Brankáři    | Brankáři                 |
| ---------------- | ------------------ | ----------- | ------------------------ |
| Jan Stejskal     | 15. ledna 1962     |             | AC Sparta Praha          |
| Luděk Mikloško   | 9. prosince 1961   |             | West Ham United FC       |
| Peter Palúch     | 17. února 1958     |             | Plastika Nitra           |
| Obránci          |                    |             |                          |
| Július Bielik    | 8. března 1962     |             | AC Sparta Praha          |
| Miroslav Kadlec  | 22.6 1964          |             | TJ Vítkovice             |
| Ján Kocian       | 13. března 1958    |             | FC St. Pauli             |
| František Straka | 28. května 1958    |             | Borussia Mönchengladbach |
| Peter Fieber     | 16. května 1964    |             | Dunajská Streda          |
| Vladimír Kinier  | 6. dubna 1958      |             | ŠK Slovan Bratislava     |
| Záložníci        |                    |             |                          |
| Ivan Hašek –     | 6. září 1963       |             | AC Sparta Praha          |
| Michal Bílek     | 13. dubna 1965     |             | AC Sparta Praha          |
| Jozef Chovanec   | 7. března 1960     |             | PSV Eindhoven            |
| Luboš Kubík      | 20. ledna 1964     |             | ACF Fiorentina           |
| Ľubomír Moravčík | 22. června 1965    |             | Plastika Nitra           |
| Jiří Němec       | 15. května 1966    |             | Dukla Praha              |
| Vladimír Weiss   | 22. září 1964      |             | FK Inter Bratislava      |
| Václav Němeček   | 25. ledna 1967     |             | AC Sparta Praha          |
| Útočníci         |                    |             |                          |
| Tomáš Skuhravý   | 7. září 1965       |             | AC Sparta Praha          |
| Viliam Hýravý    | 26. listopadu 1962 |             | FC Baník Ostrava         |
| Ivo Knoflíček    | 23. února 1962     |             | FC St. Pauli             |
| Milan Luhový     | 1. ledna 1963      |             | Sporting de Gijón        |
| Stanislav Griga  | 4. listopadu 1961  |             | Feyenoord                |

### Itálie
Hlavní trenér: Azeglio Vicini

| Jméno               | Datum narození     | Datum úmrtí                    | Klub           |
| Brankáři            | Brankáři           | Brankáři                       | Brankáři       |
| ------------------- | ------------------ | ------------------------------ | -------------- |
| Walter Zenga        | 28. dubna 1960     |                                | Inter Milán    |
| Stefano Tacconi     | 13. května 1957    |                                | Juventus FC    |
| Gianluca Pagliuca   | 18. prosince 1966  |                                | UC Sampdoria   |
| Obránci             |                    |                                |                |
| Franco Baresi       | 8. května 1960     |                                | AC Milán       |
| Giuseppe Bergomi –  | 22. prosince 1963  |                                | Inter Milán    |
| Luigi De Agostini   | 7. dubna 1961      |                                | Juventus FC    |
| Ciro Ferrara        | 11. února 1967     |                                | SSC Neapol     |
| Riccardo Ferri      | 20. srpna 1963     |                                | Inter Milán    |
| Paolo Maldini       | 26. června 1968    |                                | AC Milán       |
| Pietro Vierchowod   | 6. dubna 1959      |                                | UC Sampdoria   |
| Záložníci           |                    |                                |                |
| Carlo Ancelotti     | 10. června 1959    |                                | AC Milán       |
| Nicola Berti        | 14. dubna 1967     |                                | Inter Milán    |
| Fernando De Napoli  | 15. března 1964    |                                | SSC Neapol     |
| Giuseppe Giannini   | 20. srpna 1964     |                                | AS Řím         |
| Giancarlo Marocchi  | 4. července 1965   |                                | Juventus FC    |
| Roberto Donadoni    | 9. září 1963       |                                | AC Milán       |
| Útočníci            |                    |                                |                |
| Roberto Baggio      | 18. února 1967     |                                | ACF Fiorentina |
| Andrea Carnevale    | 12. ledna 1961     |                                | SSC Neapol     |
| Roberto Mancini     | 27. listopadu 1964 |                                | UC Sampdoria   |
| Salvatore Schillaci | 1. prosince 1964   | 18. září 2024 (ve věku 59 let) | Juventus FC    |
| Aldo Serena         | 25. června 1960    |                                | Inter Milán    |
| Gianluca Vialli     | 9. července 1964   | 6. ledna 2023 (ve věku 58 let) | UC Sampdoria   |

### USA
Hlavní trenér: Bob Gansler

| Jméno                | Datum narození     | Datum úmrtí                     | Klub                       |
| Brankáři             | Brankáři           | Brankáři                        | Brankáři                   |
| -------------------- | ------------------ | ------------------------------- | -------------------------- |
| Tony Meola           | 21. února 1969     |                                 | USA Fotbal federace        |
| Kasey Keller         | 29. srpna 1969     |                                 | Portland Timbers           |
| David Vanole         | 6. února 1963      | 15. ledna 2007 (ve věku 43 let) | Los Angeles Heat           |
| Obránci              |                    |                                 |                            |
| Stephen Trittschuh   | 24. dubna 1965     |                                 | Tampa Bay Rowdies          |
| John Doyle           | 16. března 1966    |                                 | SF Bay Blackhawks          |
| Jimmy Banks          | 2. září 1964       | 26. dubna 2019 (ve věku 54 let) | Milwaukee Wave             |
| Mike Windischmann –  | 6. prosince 1965   |                                 | Albany Capitals            |
| Brian Bliss          | 28. září 1965      |                                 | Albany Capitals            |
| Peter Vermes         | 21. listopadu 1966 |                                 | FC Volendam                |
| Paul Krumpe          | 4. března 1963     |                                 | Real Santa Barbara         |
| Desmond Armstrong    | 2. listopadu 1964  |                                 | Baltimore Blast            |
| Marcelo Balboa       | 8. srpna 1967      |                                 | San Diego Sockers          |
| Záložníci            |                    |                                 |                            |
| John Harkes          | 8. března 1967     |                                 | Albany Capitals            |
| Tab Ramos            | 21. září 1966      |                                 | UE Figueres                |
| John Stollmeyer      | 25. října 1962     |                                 | Washington počet hvězdiček |
| Chris Henderson      | 11. prosince 1970  |                                 | UCLA Bruins                |
| Paul Caligiuri       | 9. března 1964     |                                 | SV Meppen                  |
| Neil Covone          | 31. srpna 1969     |                                 | Wake Forest Demon Deacons  |
| Útočníci             |                    |                                 |                            |
| Christopher Sullivan | 18. dubna 1965     |                                 | Győri ETO FC               |
| Eric Wynalda         | 9. června 1969     |                                 | SF Bay Blackhawks          |
| Eric Eichmann        | 7. května 1965     |                                 | Fort Lauderdale Strikers   |
| Bruce Murray         | 25. ledna 1966     |                                 | Washington počet hvězdiček |

## Skupina B

### Argentina
Hlavní trenér: Carlos Bilardo

| Jméno                  | Datum narození    | Datum úmrtí                         | Klub                    |
| Brankáři               | Brankáři          | Brankáři                            | Brankáři                |
| ---------------------- | ----------------- | ----------------------------------- | ----------------------- |
| Nery Pumpido *         | 30. července 1957 |                                     | Betis Sevilla           |
| Sergio Goycochea       | 17. října 1963    |                                     | Millonarios FC          |
| Fabián Cancelarich     | 30. prosince 1965 | 14. května 2024 (ve věku 58 let)    | Club Ferro Carril Oeste |
| Obránci                |                   |                                     |                         |
| Edgardo Bauza          | 26. ledna 1958    |                                     | Club Deportivo Veracruz |
| Néstor Fabbri          | 29. dubna 1968    |                                     | Racing Club             |
| Néstor Lorenzo         | 26. února 1966    |                                     | SSC Bari                |
| Pedro Monzón           | 23. února 1962    |                                     | CA Independiente        |
| Julio Olarticoechea    | 18. října 1958    |                                     | Racing Club             |
| Roberto Néstor Sensini | 12. října 1966    |                                     | Udinese Calcio          |
| José Serrizuela        | 16. června 1962   |                                     | CA River Plate          |
| Oscar Ruggeri          | 26. ledna 1962    |                                     | Real Madrid             |
| Juan Simón             | 2. března 1960    |                                     | CA Boca Juniors         |
| Záložníci              |                   |                                     |                         |
| Sergio Batista         | 9. listopadu 1962 |                                     | CA River Plate          |
| José Basualdo          | 20. června 1963   |                                     | VfB Stuttgart           |
| Gabriel Calderón       | 7. února 1960     |                                     | Paris Saint-Germain FC  |
| Jorge Burruchaga       | 9. října 1962     |                                     | FC Nantes               |
| Diego Maradona –       | 30. října 1960    | 25. listopadu 2020 (ve věku 60 let) | SSC Neapol              |
| Ricardo Giusti         | 11. prosince 1956 |                                     | CA Independiente        |
| Pedro Troglio          | 28. července 1965 |                                     | SS Lazio                |
| Útočníci               |                   |                                     |                         |
| Abel Balbo             | 1. června 1966    |                                     | Udinese Calcio          |
| Claudio Caniggia       | 9. ledna 1967     |                                     | Atalanta BC             |
| Gustavo Dezotti        | 14. února 1964    |                                     | US Cremonese            |

- Ángel Comizzo se připojil k týmu jako třetí brankář po prasknutí holenní a lýtkové kosti Nery Pumpida.

### Kamerun
Hlavní trenér:  Valerij Něpomňaščij

| Jméno               | Datum narození     | Datum úmrtí                        | Klub                     |
| Brankáři            | Brankáři           | Brankáři                           | Brankáři                 |
| ------------------- | ------------------ | ---------------------------------- | ------------------------ |
| Joseph-Antoine Bell | 8. října 1954      |                                    | FC Girondins de Bordeaux |
| Thomas N’Kono       | 20. července 1956  |                                    | RCD Espanyol             |
| Jacques Songo'o     | 17. března 1964    |                                    | Toulon                   |
| Obránci             |                    |                                    |                          |
| André Kana-Biyik    | 1. září 1965       |                                    | FC Metz                  |
| Jules Onana         | 12. června 1964    |                                    | Canon Yaoundé            |
| Benjamin Massing    | 20. června 1962    | 10. prosince 2017 (ve věku 55 let) | US Créteil-Lusitanos     |
| Bertin Ebwellé      | 11. září 1962      |                                    | Tonnerre Yaoundé         |
| Emmanuel Kundé      | 15. července 1956  | 16. května 2025 (ve věku 68 let)   | Prévoyance Yaoundé       |
| Alphonse Yombi      | 30. června 1969    |                                    | Canon Yaoundé            |
| Jean-Claude Pagal   | 15. září 1964      |                                    | La Roche Vendée          |
| Stephen Tataw –     | 31. března 1963    | 31. července 2020 (ve věku 57 let) | Tonnerre Yaoundé         |
| Victor N'Dip        | 20. srpna 1967     |                                    | Canon Yaoundé            |
| Záložníci           |                    |                                    |                          |
| Emile M'Bouh        | 30. května 1966    |                                    | Le Havre AC              |
| Louis-Paul M'Fédé   | 26. února 1962     | 10. června 2013 (ve věku 51 let)   | Canon Yaoundé            |
| Thomas Libiih       | 17. listopadu 1967 |                                    | Tonnerre Yaoundé         |
| Roger Feutmba       | 31. října 1968     |                                    | Union Douala             |
| Cyrille Makanaky    | 28. června 1965    |                                    | Toulon                   |
| Emmanuel Maboang    | 27. listopadu 1968 |                                    | Canon Yaoundé            |
| Útočníci            |                    |                                    |                          |
| François Omam-Biyik | 21. května 1966    |                                    | Stade Lavallois          |
| Roger Milla         | 20. května 1952    |                                    | JS Saint-Pierroise       |
| Eugène Ekéké        | 30. května 1960    |                                    | Valenciennes FC          |
| Bonaventure Djonkep | 20. srpna 1961     |                                    | Union Douala             |

### Rumunsko
Hlavní trenér: Emerich Jenei

| Jméno            | Datum narození   | Datum úmrtí                    | Klub                     |
| Brankáři         | Brankáři         | Brankáři                       | Brankáři                 |
| ---------------- | ---------------- | ------------------------------ | ------------------------ |
| Silviu Lung –    | 9. září 1956     |                                | FC Steaua București      |
| Bogdan Stelea    | 5. prosince 1967 |                                | FC Dinamo București      |
| Gheorghe Liliac  | 22. dubna 1959   |                                | FC Petrolul Ploiești     |
| Obránci          |                  |                                |                          |
| Mircea Rednic    | 09.04.1962       |                                | FC Dinamo București      |
| Michael Klein    | 10. října 1959   | 2. února 1993 (ve věku 33 let) | FC Dinamo București      |
| Ioan Andone      | 15. března 1960  |                                | FC Dinamo București      |
| Gheorghe Popescu | 9. října 1967    |                                | FC Universitatea Craiova |
| Adrian Popescu   | 26. června 1960  |                                | FC Universitatea Craiova |
| Emil Săndoi      | 1. března 1965   |                                | FC Universitatea Craiova |
| Záložníci        |                  |                                |                          |
| Iosif Rotariu    | 27. září 1962    |                                | FC Steaua București      |
| Ioan Sabău       | 12. února 1968   |                                | FC Dinamo București      |
| Gheorghe Hagi    | 5. února 1965    |                                | FC Steaua București      |
| Dănuţ Lupu       | 27. února 1967   |                                | FC Dinamo București      |
| Dorin Mateuț     | 5. srpna 1965    |                                | FC Dinamo București      |
| Daniel Timofte   | 1. října 1967    |                                | FC Dinamo București      |
| Zsolt Muzsnay    | 20. srpna 1965   |                                | FC Steaua București      |
| Ioan Lupescu     | 9. prosince 1968 |                                | FC Dinamo București      |
| Útočníci         |                  |                                |                          |
| Marius Lăcătuș   | 5. dubna 1964    |                                | FC Steaua București      |
| Rodion Cămătaru  | 22. června 1958  |                                | R. Charleroi SC          |
| Florin Răducioiu | 17. března 1970  |                                | FC Dinamo București      |
| Ilie Dumitrescu  | 6. ledna 1969    |                                | FC Steaua București      |
| Gavril Balint    | 3. ledna 1963    |                                | FC Steaua București      |

### Sovětský svaz
Hlavní trenér: Valerij Lobanovskyj

| Jméno               | Datum narození     | Datum úmrtí                     | Klub              |
| Brankáři            | Brankáři           | Brankáři                        | Brankáři          |
| ------------------- | ------------------ | ------------------------------- | ----------------- |
| Rinat Dasajev –     | 13. června 1957    |                                 | Sevilla FC        |
| Viktor Čanov        | 21. července 1959  | 8. února 2017 (ve věku 57 let)  | FK Dynamo Kyjev   |
| Alexandr Uvarov     | 13. ledna 1960     |                                 | FK Dynamo Moskva  |
| Obránci             |                    |                                 |                   |
| Vladimir Bessonov   | 5. března 1958     |                                 | FK Dynamo Kyjev   |
| Vagiz Chidijatullin | 3. března 1959     |                                 | Toulouse FC       |
| Oleh Kuzněcov       | 22. března 1963    |                                 | FK Dynamo Kyjev   |
| Anatolij Demjanenko | 19. února 1959     |                                 | FK Dynamo Kyjev   |
| Achrik Cveiba       | 10. září 1966      |                                 | FK Dynamo Kyjev   |
| Sergej Fokin        | 26. července 1961  |                                 | PFK CSKA Moskva   |
| Sergej Gorlukovič   | 18. listopadu 1961 |                                 | Borussia Dortmund |
| Záložníci           |                    |                                 |                   |
| Vasyl Rac           | 25. dubna 1961     |                                 | FK Dynamo Kyjev   |
| Sergej Alejnikov    | 7. listopadu 1961  |                                 | Juventus FC       |
| Hennadij Lytovčenko | 11. září 1963      |                                 | FK Dynamo Kyjev   |
| Oleksandr Zavarov   | 20. dubna 1961     |                                 | Juventus FC       |
| Alexandr Boroďuk    | 30. listopadu 1962 |                                 | FC Schalke 04     |
| Ivan Jaremčuk       | 19. března 1962    |                                 | FK Dynamo Kyjev   |
| Andrej Zygmantovič  | 2. prosince 1962   |                                 | FK Dinamo Minsk   |
| Igor Šalimov        | 2. února 1969      |                                 | FK Spartak Moskva |
| Valerij Brošin      | 19. října 1962     | 5. března 2009 (ve věku 46 let) | PFK CSKA Moskva   |
| Útočníci            |                    |                                 |                   |
| Oleh Protasov       | 4. února 1964      |                                 | FK Dynamo Kyjev   |
| Igor Dobrovolskij   | 27. srpna 1967     |                                 | FK Dynamo Moskva  |
| Volodymyr Ljutyj    | 24. dubna 1962     |                                 | FC Schalke 04     |

## Skupina C

### Brazílie
Hlavní trenér: Sebastião Lazaroni

| Jméno            | Datum narození     | Datum úmrtí                        | Klub                     |
| Brankáři         | Brankáři           | Brankáři                           | Brankáři                 |
| ---------------- | ------------------ | ---------------------------------- | ------------------------ |
| Cláudio Taffarel | 8. května 1966     |                                    | Sport Club Internacional |
| Acácio           | 20. ledna 1959     |                                    | CR Vasco da Gama         |
| Zé Carlos        | 7. února 1962      | 24. července 2009 (ve věku 47 let) | CR Flamengo              |
| Obránci          |                    |                                    |                          |
| Jorginho         | 17. srpna 1964     |                                    | Bayer 04 Leverkusen      |
| Ricardo Gomes –  | 13. prosince 1964  |                                    | Benfica Lisabon          |
| Branco           | 4. dubna 1964      |                                    | FC Porto                 |
| Carlos Mozer     | 19. září 1960      |                                    | Olympique Marseille      |
| Aldair           | 30. listopadu 1965 |                                    | Benfica Lisabon          |
| Mazinho          | 8. dubna 1966      |                                    | CR Vasco da Gama         |
| Ricardo Rocha    | 11. září 1962      |                                    | São Paulo FC             |
| Mauro Galvão     | 19. prosince 1961  |                                    | Botafogo FR              |
| Záložníci        |                    |                                    |                          |
| Dunga            | 31. října 1963     |                                    | ACF Fiorentina           |
| Alemão           | 22. listopadu 1961 |                                    | SSC Neapol               |
| Bismarck         | 11. září 1969      |                                    | CR Vasco da Gama         |
| Valdo            | 12. ledna 1964     |                                    | Benfica Lisabon          |
| Silas            | 27. srpna 1965     |                                    | Sporting CP              |
| Tita             | 1. dubna 1958      |                                    | CR Vasco da Gama         |
| Útočníci         |                    |                                    |                          |
| Careca           | 5. října 1960      |                                    | SSC Neapol               |
| Romário          | 29. ledna 1966     |                                    | PSV Eindhoven            |
| Müller           | 31. ledna 1966     |                                    | Turín FC                 |
| Bebeto           | 16. února 1964     |                                    | CR Vasco da Gama         |
| Renato Gaúcho    | 9. září 1962       |                                    | CR Flamengo              |

### Kostarika
Hlavní trenér:  Bora Milutinović

| Jméno                  | Datum narození    | Datum úmrtí | Klub                 |
| Brankáři               | Brankáři          | Brankáři    | Brankáři             |
| ---------------------- | ----------------- | ----------- | -------------------- |
| Luis Gabelo Conejo     | 1. ledna 1960     |             | AD Ramonense         |
| Hermidio Barrantes     | 2. září 1964      |             | Municipal Puntarenas |
| Miguel Segura          | 2. září 1963      |             | Deportivo Saprissa   |
| Obránci                |                   |             |                      |
| Vladimir Quesada       | 12. května 1966   |             | Deportivo Saprissa   |
| Roger Flores –         | 26. května 1959   |             | Deportivo Saprissa   |
| Ronald González Brenes | 8. srpna 1970     |             | Deportivo Saprissa   |
| Marvin Obando          | 4. dubna 1960     |             | CS Herediano         |
| Ronald Marín           | 2. listopadu 1962 |             | CS Herediano         |
| Geovanny Jara          | 2. července 1969  |             | CS Herediano         |
| Héctor Marchena        | 4. ledna 1965     |             | CS Cartaginés        |
| Mauricio Montero       | 19. října 1963    |             | LD Alajuelense       |
| Záložníci              |                   |             |                      |
| José Carlos Chaves     | 3. září 1958      |             | LD Alajuelense       |
| Germán Chavarría       | 19. března 1958   |             | CS Herediano         |
| Alexandre Guimarães    | 7. listopadu 1959 |             | Deportivo Saprissa   |
| Oscar Ramírez          | 8. prosince 1964  |             | LD Alajuelense       |
| Roger Gómez            | 7. února 1965     |             | CS Cartaginés        |
| Miguel Davis           | 18. června 1966   |             | LD Alajuelense       |
| Juan Cayasso           | 24. června 1961   |             | Deportivo Saprissa   |
| Roy Myers              | 13. dubna 1969    |             | AS Limonense         |
| Útočníci               |                   |             |                      |
| Hernán Medford         | 23. května 1968   |             | Deportivo Saprissa   |
| Claudio Jara           | 6. května 1959    |             | CS Herediano         |
| José Jaikel            | 3. dubna 1966     |             | Deportivo Saprissa   |

### Skotsko
Hlavní trenér: Andy Roxburgh

| Jméno            | Datum narození     | Datum úmrtí                       | Klub                   |
| Brankáři         | Brankáři           | Brankáři                          | Brankáři               |
| ---------------- | ------------------ | --------------------------------- | ---------------------- |
| Jim Leighton     | 24. července 1958  |                                   | Manchester United FC   |
| Andy Goram       | 13. dubna 1964     | 2. července 2022 (ve věku 58 let) | Hibernian FC           |
| Bryan Gunn       | 22. prosince 1963  |                                   | Norwich City FC        |
| Obránci          |                    |                                   |                        |
| Alex McLeish     | 21. ledna 1959     |                                   | Aberdeen FC            |
| Roy Aitken –     | 24. listopadu 1958 |                                   | Newcastle United FC    |
| Richard Gough    | 5. dubna 1962      |                                   | Rangers FC             |
| Maurice Malpas   | 3. srpna 1962      |                                   | Dundee United FC       |
| Gary Gillespie   | 5. července 1960   |                                   | Liverpool FC           |
| Craig Levein     | 22. října 1964     |                                   | Heart of Midlothian FC |
| Stewart McKimmie | 27. října 1962     |                                   | Aberdeen FC            |
| David McPherson  | 28. ledna 1964     |                                   | Heart of Midlothian FC |
| Záložníci        |                    |                                   |                        |
| Paul McStay      | 22. října 1964     |                                   | Celtic FC              |
| Jim Bett         | 25. listopadu 1959 |                                   | Aberdeen FC            |
| Murdo MacLeod    | 24. září 1958      |                                   | Borussia Dortmund      |
| Stuart McCall    | 10. června 1964    |                                   | Everton FC             |
| John Collins     | 31. ledna 1968     |                                   | Hibernian FC           |
| Gary McAllister  | 25. prosince 1964  |                                   | Leicester City FC      |
| Útočníci         |                    |                                   |                        |
| Mo Johnston      | 13. dubna 1963     |                                   | Rangers FC             |
| Ally McCoist     | 24. září 1962      |                                   | Rangers FC             |
| Gordon Durie     | 6. prosince 1965   |                                   | Chelsea FC             |
| Alan McInally    | 10. února 1963     |                                   | FC Bayern Mnichov      |
| Robert Fleck     | 11. srpna 1965     |                                   | Norwich City FC        |

### Švédsko
Hlavní trenér: Olle Nordin

| Jméno             | Datum narození     | Datum úmrtí                     | Klub                    |
| Brankáři          | Brankáři           | Brankáři                        | Brankáři                |
| ----------------- | ------------------ | ------------------------------- | ----------------------- |
| Sven Andersson    | 6. října 1963      |                                 | Örgryte IS              |
| Lars Eriksson     | 21. září 1965      |                                 | IFK Norrköping          |
| Thomas Ravelli    | 13. srpna 1959     |                                 | IFK Göteborg            |
| Obránci           |                    |                                 |                         |
| Jan Eriksson      | 24. srpna 1967     |                                 | AIK Stockholm           |
| Glenn Hysén –     | 30. října 1959     |                                 | Liverpool FC            |
| Peter Larsson     | 8. března 1961     |                                 | AFC Ajax                |
| Roger Ljung       | 8. ledna 1966      |                                 | BSC Young Boys          |
| Roland Nilsson    | 27. listopadu 1963 |                                 | Sheffield Wednesday FC  |
| Mats Gren         | 20. prosince 1963  |                                 | Grasshopper Club Zürich |
| Záložníci         |                    |                                 |                         |
| Niklas Nyhlén     | 21. března 1966    |                                 | Malmö FF                |
| Stefan Schwarz    | 18. dubna 1969     |                                 | Malmö FF                |
| Leif Engqvist     | 30. července 1962  |                                 | Malmö FF                |
| Klas Ingesson     | 20. srpna 1968     | 29. října 2014 (ve věku 46 let) | IFK Göteborg            |
| Ulrik Jansson     | 2. února 1968      |                                 | Östers IF               |
| Anders Limpar     | 24. září 1965      |                                 | US Cremonese            |
| Joakim Nilsson    | 31. března 1966    |                                 | Malmö FF                |
| Glenn Strömberg   | 5. ledna 1960      |                                 | Atalanta BC             |
| Jonas Thern       | 20. března 1967    |                                 | Benfica Lisabon         |
| Útočníci          |                    |                                 |                         |
| Tomas Brolin      | 29. listopadu 1969 |                                 | IFK Norrköping          |
| Johnny Ekström    | 5. března 1965     |                                 | AS Cannes               |
| Mats Magnusson    | 10. července 1963  |                                 | Benfica Lisabon         |
| Stefan Pettersson | 22. března 1963    |                                 | AFC Ajax                |

## Skupina D

### Kolumbie
Hlavní trenér: Francisco Maturana

| Jméno                      | Datum narození    | Datum úmrtí                       | Klub                   |
| Brankáři                   | Brankáři          | Brankáři                          | Brankáři               |
| -------------------------- | ----------------- | --------------------------------- | ---------------------- |
| René Higuita               | 27. srpna 1966    |                                   | Atlético Nacional      |
| Eduardo Niño               | 8. srpna 1967     |                                   | Independiente Santa Fe |
| Obránci                    |                   |                                   |                        |
| Andrés Escobar Saldarriaga | 13. března 1967   | 2. července 1994 (ve věku 27 let) | BSC Young Boys         |
| Gildardo Gómez             | 13. října 1963    |                                   | Atlético Nacional      |
| Luis Herrera Fernando      | 12. června 1962   |                                   | Atlético Nacional      |
| José Ricardo Pérez         | 24. října 1963    |                                   | Atlético Nacional      |
| Carlos Hoyos               | 28. února 1962    |                                   | Atlético Junior        |
| Luis Carlos Perea          | 29. prosince 1963 |                                   | Atlético Nacional      |
| Geovanis Cassiani          | 10. ledna 1970    |                                   | Millonarios FC         |
| Wilmer Cabrera             | 15. září 1967     |                                   | América de Cali        |
| Alexis Mendoza             | 8. listopadu 1961 |                                   | Atlético Junior        |
| Záložníci                  |                   |                                   |                        |
| León Villa                 | 12. ledna 1960    |                                   | Atlético Nacional      |
| Gabriel Gómez              | 8. prosince 1959  |                                   | Independiente Medellín |
| Carlos Valderrama –        | 2. září 1961      |                                   | Montpellier HSC        |
| Bernardo Redin             | 26. února 1963    |                                   | Deportivo Cali         |
| Leonel Álvarez             | 29. července 1965 |                                   | Atlético Nacional      |
| Freddy Rincón              | 14. srpna 1966    | 14. dubna 2022 (ve věku 55 let)   | América de Cali        |
| Luis Fajardo               | 18. srpna 1963    |                                   | Atlético Nacional      |
| Útočníci                   |                   |                                   |                        |
| Carlos Estrada             | 1. listopadu 1961 |                                   | Millonarios FC         |
| Miguel Guerrero            | 7. září 1967      |                                   | América de Cali        |
| Arnoldo Iguarán            | 18. ledna 1957    |                                   | Millonarios FC         |
| Rubén Darío Hernández      | 19. února 1965    |                                   | Millonarios FC         |

### SAE
Hlavní trenér:  Carlos Alberto Parreira

| Jméno                 | Datum narození     | Datum úmrtí | Klub             |
| Brankáři              | Brankáři           | Brankáři    | Brankáři         |
| --------------------- | ------------------ | ----------- | ---------------- |
| Abdullah Musa         | 2. března 1958     |             | Al-Ahli Dubai    |
| Muhsin Musabah        | 1. října 1964      |             | Al-Sharjah SCC   |
| Abdulqadir Hassan     | 15. dubna 1962     |             | Al Shabab        |
| Obránci               |                    |             |                  |
| Khalil Ghanim         | 12. listopadu 1964 |             | Al Khaleej Club  |
| Mubarak Ghanim        | 3. září 1963       |             | Al Khaleej Club  |
| Abdulrahman Mohamed   | 1. října 1963      |             | Al-Nasr Dubai SC |
| Ibrahim Meer          | 16. července 1967  |             | Al-Sharjah SCC   |
| Mohamed Salim         | 13. ledna 1968     |             | Al-Ahli Dubai    |
| Eissa Meer            | 16. července 1967  |             | Al-Sharjah SCC   |
| Yousuf Hussain        | 8. července 1965   |             | Al-Sharjah SCC   |
| Abdulrahman Al-Haddad | 23. března 1966    |             | Al-Sharjah SCC   |
| Záložníci             |                    |             |                  |
| Ali Thani Jumaa       | 18. srpna 1968     |             | Al-Sharjah SCC   |
| Abdualla Sultan       | 1. října 1963      |             | Al Khaleej Club  |
| Khalid Ismaïl         | 7. července 1965   |             | Al-Nasr Dubai SC |
| Hassan Mohamed        | 23. srpna 1962     |             | Al Wasl FC       |
| Nasir Khamees         | 2. srpna 1965      |             | Al Wasl FC       |
| Fahad Abdulrahman     | 10. října 1962     |             | Al Wasl FC       |
| Útočníci              |                    |             |                  |
| Fahad Khamees –       | 24. ledna 1962     |             | Al Wasl FC       |
| Abdulaziz Mohamed     | 12. prosince 1965  |             | Al-Sharjah SCC   |
| Adnan Al-Talyani      | 30. října 1964     |             | Al Shaab         |
| Zuhair Bakhit         | 13. července 1967  |             | Al Wasl FC       |
| Hussain Ghuloum       | 24. září 1969      |             | Al-Sharjah SCC   |

### SRN
Hlavní trenér: Franz Beckenbauer

| Jméno             | Datum narození     | Datum úmrtí                     | Klub                |
| Brankáři          | Brankáři           | Brankáři                        | Brankáři            |
| ----------------- | ------------------ | ------------------------------- | ------------------- |
| Bodo Illgner      | 7. dubna 1967      |                                 | 1. FC Köln          |
| Raimond Aumann    | 12. října 1963     |                                 | FC Bayern Mnichov   |
| Andreas Köpke     | 12. března 1962    |                                 | 1. FC Norimberk     |
| Obránci           |                    |                                 |                     |
| Stefan Reuter     | 16. října 1966     |                                 | FC Bayern Mnichov   |
| Andreas Brehme    | 9. listopadu 1960  | 20. února 2024 (ve věku 63 let) | Inter Milán         |
| Jürgen Kohler     | 6. října 1965      |                                 | FC Bayern Mnichov   |
| Klaus Augenthaler | 26. září 1957      |                                 | FC Bayern Mnichov   |
| Guido Buchwald    | 24. ledna 1961     |                                 | VfB Stuttgart       |
| Thomas Berthold   | 12. listopadu 1964 |                                 | AS Řím              |
| Paul Steiner      | 23. ledna 1957     |                                 | 1. FC Köln          |
| Hans Pflügler     | 27. března 1960    |                                 | FC Bayern Mnichov   |
| Záložníci         |                    |                                 |                     |
| Pierre Littbarski | 16. dubna 1960     |                                 | 1. FC Köln          |
| Thomas Häßler     | 30. května 1966    |                                 | 1. FC Köln          |
| Lothar Matthäus – | 21. března 1961    |                                 | Inter Milán         |
| Uwe Bein          | 26. září 1960      |                                 | Eintracht Frankfurt |
| Andreas Möller    | 2. září 1967       |                                 | Borussia Dortmund   |
| Olaf Thon         | 1. května 1966     |                                 | FC Bayern Mnichov   |
| Günter Hermann    | 5. prosince 1960   |                                 | Werder Brémy        |
| Útočníci          |                    |                                 |                     |
| Jürgen Klinsmann  | 30. července 1964  |                                 | Inter Milán         |
| Rudi Völler       | 13. dubna 1960     |                                 | AS Řím              |
| Frank Mill        | 23. července 1958  | 5. srpna 2025 (ve věku 67 let)  | Borussia Dortmund   |
| Karl-Heinz Riedle | 16. září 1965      |                                 | Werder Brémy        |

### Jugoslávie
Hlavní trenér: Ivica Osim

| Jméno               | Datum narození     | Datum úmrtí | Klub                   |
| Brankáři            | Brankáři           | Brankáři    | Brankáři               |
| ------------------- | ------------------ | ----------- | ---------------------- |
| Tomislav Ivković    | 11. srpna 1960     |             | Sporting CP            |
| Fahrudin Omerović   | 26. srpna 1961     |             | Partizan Bělehrad      |
| Dragoje Leković     | 21. listopadu 1967 |             | Budućnost Titograd     |
| Obránci             |                    |             |                        |
| Vujadin Stanojković | 10. září 1963      |             | Partizan Bělehrad      |
| Predrag Spasić      | 29. září 1965      |             | Partizan Bělehrad      |
| Zoran Vulić         | 4. října 1961      |             | RCD Mallorca           |
| Faruk Hadžibegić    | 7. října 1957      |             | Sochaux                |
| Davor Jozić         | 22. září 1960      |             | Cesena FC              |
| Mirsad Baljić       | 4. března 1962     |             | FC Sion                |
| Andrej Panadić      | 9. března 1969     |             | Dinamo Záhřeb          |
| Záložníci           |                    |             |                        |
| Dragoljub Brnović   | 2. listopadu 1963  |             | FC Metz                |
| Safet Sušić         | 13. dubna 1955     |             | Paris Saint-Germain FC |
| Dragan Stojković    | 3. března 1965     |             | Red Star Belgrade      |
| Srečko Katanec      | 16. července 1963  |             | UC Sampdoria           |
| Robert Prosinečki   | 12. ledna 1969     |             | Red Star Belgrade      |
| Refik Šabanadžović  | 2. srpna 1965      |             | Red Star Belgrade      |
| Robert Jarni        | 26. října 1968     |             | HNK Hajduk Split       |
| Dejan Savićević     | 15. září 1966      |             | Red Star Belgrade      |
| Útočníci            |                    |             |                        |
| Darko Pančev        | 7. září 1965       |             | Red Star Belgrade      |
| Zlatko Vujović –    | 26. srpna 1958     |             | Paris Saint-Germain    |
| Alen Bokšić         | 21. ledna 1970     |             | HNK Hajduk Split       |
| Davor Šuker         | 1. ledna 1968      |             | Dinamo Záhřeb          |

## Skupina E

### Belgie
Hlavní trenér: Guy Thys

| Jméno                 | Datum narození    | Datum úmrtí                      | Klub             |
| Brankáři              | Brankáři          | Brankáři                         | Brankáři         |
| --------------------- | ----------------- | -------------------------------- | ---------------- |
| Michel Preud'homme    | 24. ledna 1959    |                                  | KV Mechelen      |
| Gilbert Bodart        | 2. září 1962      |                                  | Standard Lutych  |
| Filip De Wilde        | 5. července 1964  |                                  | RSC Anderlecht   |
| Obránci               |                   |                                  |                  |
| Eric Gerets           | 18. května 1954   |                                  | PSV Eindhoven    |
| Philippe Albert       | 10. srpna 1967    |                                  | KV Mechelen      |
| Lei Clijsters         | 6. listopadu 1956 | 4. ledna 2009 (ve věku 52 let)   | KV Mechelen      |
| Stéphane Demol        | 11. března 1966   | 22. června 2023 (ve věku 57 let) | FC Porto         |
| Georges Grün          | 25. ledna 1962    |                                  | RSC Anderlecht   |
| Jean-François De Sart | 18. prosince 1961 |                                  | RFC de Liège     |
| Michel De Wolf        | 19. ledna 1958    |                                  | KV Kortrijk      |
| Pascal Plovie         | 7. května 1965    |                                  | Club Brugge KV   |
| Záložníci             |                   |                                  |                  |
| Bruno Versavel        | 27. srpna 1967    |                                  | KV Mechelen      |
| Marc Emmers           | 25. února 1966    |                                  | KV Mechelen      |
| Franky van der Elst   | 30. dubna 1961    |                                  | Club Brugge KV   |
| Enzo Scifo            | 19. února 1966    |                                  | AJ Auxerre       |
| Jan Ceulemans –       | 28. února 1957    |                                  | Club Brugge KV   |
| Lorenzo Staelens      | 30. dubna 1964    |                                  | Club Brugge KV   |
| Marc Wilmots          | 22. února 1969    |                                  | KV Mechelen      |
| Patrick Vervoort      | 17. ledna 1965    |                                  | RSC Anderlecht   |
| Útočníci              |                   |                                  |                  |
| Marc Degryse          | 4. září 1965      |                                  | RSC Anderlecht   |
| Nico Claesen          | 7. října 1962     |                                  | Royal Antwerp FC |
| Marc Van Der Linden   | 4. února 1964     |                                  | RSC Anderlecht   |

### Jižní Korea
Hlavní trenér:  Lee Hoe-taik

| Jméno             | Datum narození    | Datum úmrtí                     | Klub                   |
| Brankáři          | Brankáři          | Brankáři                        | Brankáři               |
| ----------------- | ----------------- | ------------------------------- | ---------------------- |
| Kim Poong-joo     | 1. října 1961     |                                 | Pusan IPark            |
| Jeong Gi-dong     | 13. května 1961   |                                 | Posco Atomy            |
| Choi In-young     | 5. března 1962    |                                 | Ulsan HD FC            |
| Obránci           |                   |                                 |                        |
| Park Kyung-hoon   | 19. ledna 1961    |                                 | Posco Atomy            |
| Choi Kang-hee     | 12. dubna 1959    |                                 | Ulsan HD FC            |
| Yoon Deok-yeo     | 25. března 1961   |                                 | Ulsan HD FC            |
| Chung Yong-hwan – | 10. února 1960    | 7. června 2015 (ve věku 55 let) | Pusan IPark            |
| Chung Jong-soo    | 27. března 1961   |                                 | Ulsan HD FC            |
| Cho Min-kook      | 5. července 1963  |                                 | Lucky-Goldstar Hwangso |
| Gu Sang-bum       | 15. června 1964   |                                 | Lucky-Goldstar Hwangso |
| Hong Myung-bo     | 12. února 1969    |                                 | Korea University       |
| Záložníci         |                   |                                 |                        |
| Noh Soo-jin       | 10. února 1962    |                                 | Yukong Sloni           |
| Hwangbo Kwan      | 1. března 1965    |                                 | Yukong Sloni           |
| Lee Heung-sil     | 10. července 1961 |                                 | Posco Atomy            |
| Kim Joo-sung      | 17. ledna 1966    |                                 | Pusan IPark            |
| Lee Young-jin     | 27. října 1963    |                                 | Lucky-Goldstar Hwangso |
| Útočníci          |                   |                                 |                        |
| Lee Tae-ho        | 29. ledna 1961    |                                 | Pusan IPark            |
| Chung Hae-won     | 1. července 1959  | 1. května 2020 (ve věku 60 let) | Pusan IPark            |
| Lee Sang-yoon     | 10. dubna 1969    |                                 | Songnam FC             |
| Byun Byung-joo    | 26. dubna 1961    |                                 | Ulsan HD FC            |
| Choi Soon-ho      | 10. ledna 1961    |                                 | Lucky-Goldstar Hwangso |
| Hwang Sun-hong    | 14. července 1968 |                                 | Konkuk University      |

### Španělsko
Hlavní trenér: Luis Suárez

| Jméno                  | Datum narození    | Datum úmrtí | Klub              |
| Brankáři               | Brankáři          | Brankáři    | Brankáři          |
| ---------------------- | ----------------- | ----------- | ----------------- |
| Andoni Zubizarreta     | 23. října 1961    |             | FC Barcelona      |
| Juan Carlos Ablanedo   | 2. září 1963      |             | Sporting de Gijón |
| José Manuel Ochotorena | 16. ledna 1961    |             | Valencia CF       |
| Obránci                |                   |             |                   |
| Chendo                 | 12. října 1961    |             | Real Madrid       |
| Manuel Jiménez         | 21. ledna 1964    |             | Sevilla FC        |
| Genar Andrinúa         | 9. května 1964    |             | Athletic Bilbao   |
| Manuel Sanchís         | 23. května 1965   |             | Real Madrid       |
| Quique                 | 2. února 1965     |             | Valencia CF       |
| Rafael Alkorta         | 16. září 1968     |             | Athletic Bilbao   |
| Alberto Górriz         | 16. února 1958    |             | Real Sociedad     |
| Záložníci              |                   |             |                   |
| Rafael Martín Vázquez  | 25. září 1965     |             | Real Madrid       |
| Fernando               | 11. září 1965     |             | Valencia CF       |
| Francisco Villarroya   | 6. srpna 1966     |             | Real Zaragoza     |
| Roberto                | 5. července 1962  |             | FC Barcelona      |
| José Mari Bakero       | 11. února 1963    |             | FC Barcelona      |
| Fernando Hierro        | 23. března 1968   |             | Real Madrid       |
| Rafael Paz             | 2. srpna 1965     |             | Sevilla FC        |
| Míchel                 | 23. března 1963   |             | Real Madrid       |
| Útočníci               |                   |             |                   |
| Miguel Pardeza         | 8. února 1965     |             | Real Zaragoza     |
| Emilio Butragueño –    | 22. července 1963 |             | Real Madrid       |
| Julio Salinas          | 11. září 1962     |             | FC Barcelona      |
| Manolo                 | 17. ledna 1965    |             | Atlético Madrid   |

### Uruguay
Hlavní trenér: Óscar Tabárez

| Jméno                | Datum narození     | Datum úmrtí | Klub                |
| Brankáři             | Brankáři           | Brankáři    | Brankáři            |
| -------------------- | ------------------ | ----------- | ------------------- |
| Fernando Alvez       | 4. září 1959       |             | CA Peñarol          |
| Eduardo Pereira      | 21. března 1954    |             | CA Independiente    |
| Javier Zeoli         | 2. května 1962     |             | Danubio FC          |
| Obránci              |                    |             |                     |
| Nelson Gutiérrez     | 13. dubna 1962     |             | Hellas Verona FC    |
| Hugo de León         | 27. února 1958     |             | CA River Plate      |
| José Oscar Herrera   | 17. června 1965    |             | UE Figueres         |
| Alfonso Domínguez    | 24. září 1965      |             | CA Peñarol          |
| Daniel Revelez       | 30. září 1959      |             | Nacional Montevideo |
| José Pintos Saldanha | 25. března 1964    |             | Nacional Montevideo |
| Záložníci            |                    |             |                     |
| José Perdomo         | 5. ledna 1965      |             | Janov CFC           |
| Santiago Ostolaza    | 10. července 1962  |             | Cruz Azul           |
| Enzo Francescoli –   | 12. listopadu 1961 |             | Olympique Marseille |
| Rubén Paz            | 8. srpna 1959      |             | Janov CFC           |
| Pablo Bengoechea     | 27. června 1965    |             | Sevilla FC          |
| Gabriel Correa       | 13. ledna 1968     |             | CA Peñarol          |
| Rubén Pereira        | 28. ledna 1968     |             | Danubio FC          |
| William Castro       | 22. května 1962    |             | Nacional Montevideo |
| Útočníci             |                    |             |                     |
| Antonio Alzamendi    | 7. června 1956     |             | CD Logroñés         |
| Rubén Sosa           | 25. dubna 1966     |             | SS Lazio            |
| Sergio Martínez      | 15. února 1969     |             | Defensor Sporting   |
| Carlos Aguilera      | 21. září 1964      |             | Janov CFC           |
| Daniel Fonseca       | 13. září 1969      |             | Nacional Montevideo |

## Skupina F

### Egypt
Hlavní trenér: Mahmoud El-Gohary

| Jméno              | Datum narození     | Datum úmrtí                     | Klub             |
| Brankáři           | Brankáři           | Brankáři                        | Brankáři         |
| ------------------ | ------------------ | ------------------------------- | ---------------- |
| Ahmed Shobair      | 28. září 1960      |                                 | Al-Ahly SC       |
| Ayman Taher        | 7. ledna 1966      |                                 | Zamalek SC       |
| Sabet El-Batal     | 16. září 1953      | 14. února 2005 (ve věku 51 let) | Al-Ahly SC       |
| Obránci            |                    |                                 |                  |
| Ibrahim Hassan     | 10. srpna 1966     |                                 | Al-Ahly SC       |
| Rabie Yassin       | 7. září 1960       |                                 | Al-Ahly SC       |
| Hany Ramzy         | 10. března 1969    |                                 | Al-Ahly SC       |
| Hesham Yakan       | 10. srpna 1962     |                                 | Zamalek SC       |
| Ashraf Kasem       | 25. července 1966  |                                 | Zamalek SC       |
| Ahmed Ramzy        | 25. října 1965     |                                 | Zamalek SC       |
| Záložníci          |                    |                                 |                  |
| Ismail Youssef     | 28. června 1964    |                                 | Zamalek SC       |
| Magdi Abdelghani   | 27. července 1959  |                                 | SC Beira-Mar     |
| Gamal Abdelhamid – | 24. listopadu 1957 |                                 | Zamalek SC       |
| Tarek Soliman      | 24. ledna 1962     |                                 | Al Masry         |
| Taher Abouzaid     | 10. dubna 1962     |                                 | Al-Ahly SC       |
| Alaa Maihoub       | 19. ledna 1963     |                                 | Al-Ahly SC       |
| Saber Eid          | 1. května 1959     |                                 | Ghazl El-Mehalla |
| Magdy Tolba        | 24. února 1964     |                                 | PAOK Soluň       |
| Osama Oraby        | 22. ledna 1962     |                                 | Al-Ahly SC       |
| Útočníci           |                    |                                 |                  |
| Hossam Hassan      | 10. srpna 1966     |                                 | Al-Ahly SC       |
| Ayman Shawky       | 9. prosince 1962   |                                 | Al-Ahly SC       |
| Adel Abdelrahman   | 11. prosince 1967  |                                 | Al-Ahly SC       |
| Ahmed El-Kass      | 8. července 1965   |                                 | El-Olympi        |

### Anglie
Hlavní trenér: Bobby Robson

| Jméno           | Datum narození     | Datum úmrtí | Klub                       |
| Brankáři        | Brankáři           | Brankáři    | Brankáři                   |
| --------------- | ------------------ | ----------- | -------------------------- |
| Peter Shilton   | 18. září 1949      |             | Derby County FC            |
| Chris Woods     | 14. listopadu 1959 |             | Rangers FC                 |
| Dave Beasant *  | 20. března 1959    |             | Chelsea FC                 |
| Obránci         |                    |             |                            |
| Gary Stevens    | 27. března 1963    |             | Rangers FC                 |
| Stuart Pearce   | 24. dubna 1962     |             | Nottingham Forest FC       |
| Des Walker      | 26. listopadu 1965 |             | Nottingham Forest FC       |
| Terry Butcher   | 28. prosince 1958  |             | Rangers FC                 |
| Paul Parker     | 4. dubna 1964      |             | Queens Park Rangers FC     |
| Mark Wright     | 1. srpna 1963      |             | Derby County FC            |
| Tony Dorigo     | 31. prosince 1965  |             | Chelsea FC                 |
| Záložníci       |                    |             |                            |
| Neil Webb       | 30. července 1962  |             | Manchester United FC       |
| Bryan Robson –  | 11. ledna 1957     |             | Manchester United FC       |
| Chris Waddle    | 14. prosince 1960  |             | Olympique Marseille        |
| John Barnes     | 7. listopadu 1963  |             | Liverpool FC               |
| Steve McMahon   | 20. srpna 1961     |             | Liverpool FC               |
| David Platt     | 10. června 1966    |             | Aston Villa FC             |
| Steve Hodge     | 25. října 1962     |             | Nottingham Forest FC       |
| Paul Gascoigne  | 27. května 1967    |             | Tottenham Hotspur FC       |
| Trevor Steven   | 21. září 1963      |             | Rangers FC                 |
| Útočníci        |                    |             |                            |
| Peter Beardsley | 18. ledna 1961     |             | Liverpool FC               |
| Gary Lineker    | 30. listopadu 1960 |             | Tottenham Hotspur FC       |
| Steve Bull      | 28. března 1965    |             | Wolverhampton Wanderers FC |

- Dave Beasant nahradil původně vybraného Davida Seamana kvůli zranění palce.

### Irsko
Hlavní trenér:  Jack Charlton

| Jméno           | Datum narození     | Datum úmrtí                     | Klub                   |
| Brankáři        | Brankáři           | Brankáři                        | Brankáři               |
| --------------- | ------------------ | ------------------------------- | ---------------------- |
| Packie Bonner   | 24. května 1960    |                                 | Celtic FC              |
| Gerry Peyton    | 20. května 1956    |                                 | AFC Bournemouth        |
| Niall Quinn     | 6. října 1966      |                                 | Arsenal FC             |
| Obránci         |                    |                                 |                        |
| Chris Morris    | 24. prosince 1963  |                                 | Celtic FC              |
| Steve Staunton  | 19. ledna 1969     |                                 | Liverpool FC           |
| Mick McCarthy – | 7. února 1959      |                                 | Millwall FC            |
| Kevin Moran     | 29. dubna 1956     |                                 | Blackburn Rovers FC    |
| Paul McGrath    | 4. prosince 1959   |                                 | Aston Villa FC         |
| David O'Leary   | 2. května 1958     |                                 | Arsenal FC             |
| Chris Hughton   | 11. prosince 1959  |                                 | Tottenham Hotspur FC   |
| Záložníci       |                    |                                 |                        |
| Ronnie Whelan   | 25. září 1961      |                                 | Liverpool FC           |
| Ray Houghton    | 9. ledna 1962      |                                 | Liverpool FC           |
| Kevin Sheedy    | 21. října 1959     |                                 | Everton FC             |
| Andy Townsend   | 23. července 1963  |                                 | Norwich City FC        |
| John Sheridan   | 1. října 1964      |                                 | Sheffield Wednesday FC |
| Alan McLoughlin | 20. dubna 1967     | 4. května 2021 (ve věku 54 let) | Swindon Town FC        |
| Útočníci        |                    |                                 |                        |
| John Aldridge   | 18. září 1958      |                                 | Real Sociedad          |
| Tony Cascarino  | 1. září 1962       |                                 | Aston Villa FC         |
| Bernie Slaven   | 13. listopadu 1960 |                                 | Middlesbrough FC       |
| Niall Quinn     | 6. října 1966      |                                 | Manchester City FC     |
| Frank Stapleton | 10. července 1956  |                                 | Blackburn Rovers FC    |
| David Kelly     | 25. listopadu 1965 |                                 | Leicester City FC      |
| John Byrne      | 1. února 1961      |                                 | Le Havre AC            |

### Nizozemsko
Hlavní trenér: Leo Beenhakker

| Jméno              | Datum narození     | Datum úmrtí | Klub             |
| Brankáři           | Brankáři           | Brankáři    | Brankáři         |
| ------------------ | ------------------ | ----------- | ---------------- |
| Hans van Breukelen | 4. října 1956      |             | PSV Eindhoven    |
| Joop Hiele         | 25. prosince 1958  |             | Feyenoord        |
| Stanley Menzo      | 15. října 1963     |             | AFC Ajax         |
| Obránci            |                    |             |                  |
| Berry van Aerle    | 8. prosince 1962   |             | PSV Eindhoven    |
| Ronald Koeman      | 21. března 1963    |             | FC Barcelona     |
| Adri van Tiggelen  | 16. června 1957    |             | RSC Anderlecht   |
| Graeme Rutjes      | 26. března 1960    |             | KV Mechelen      |
| Henk Fräser        | 7. července 1966   |             | Roda JC Kerkrade |
| Danny Blind        | 1. srpna 1961      |             | AFC Ajax         |
| Záložníci          |                    |             |                  |
| Frank Rijkaard     | 30. září 1962      |             | AC Milán         |
| Jan Wouters        | 17. července 1960  |             | AFC Ajax         |
| Erwin Koeman       | 20. září 1961      |             | KV Mechelen      |
| Gerald Vanenburg   | 5. března 1964     |             | PSV Eindhoven    |
| Ruud Gullit –      | 1. září 1962       |             | AC Milán         |
| Richard Witschge   | 20. září 1969      |             | AFC Ajax         |
| Aron Winter        | 1. března 1967     |             | AFC Ajax         |
| Útočníci           |                    |             |                  |
| Marco van Basten   | 31. října 1964     |             | AC Milán         |
| Wim Kieft          | 12. listopadu 1962 |             | PSV Eindhoven    |
| John van 't Schip  | 30. listopadu 1963 |             | AFC Ajax         |
| Bryan Roy          | 12. února 1970     |             | AFC Ajax         |
| Hans Gillhaus      | 5. listopadu 1963  |             | Aberdeen FC      |
| John van Loen      | 4. února 1965      |             | Roda JC Kerkrade |